# Zelippistes benhami
Zelippistes benhami is een slakkensoort uit de familie van de Capulidae. De wetenschappelijke naam van de soort is voor het eerst geldig gepubliceerd in 1902 door Suter.